# Mandasuchus
Mandasuchus is een geslacht van uitgestorven pseudosuchide reptielen uit de clade Loricata uit de Manda-formatie van Tanzania, die dateert uit het Anisien van het Midden-Trias. Hoewel dit geslacht voor het eerst werd benoemd door Alan Charig in 1956, werd er pas in 2018 een formele beschrijving gepubliceerd.

## Geschiedenis
De naam werd voor het eerst gebruikt in een proefschrift uit 1956 door Alan Jack Charig van de University of Cambridge, samen met de archosauriër Teleocrater, die formeel werd benoemd in 2017. Er zijn verschillende goed bewaarde exemplaren gevonden, hoewel er weinig schedelmateriaal is.
De familie Prestosuchidae werd in 1967 opgericht door Alfred Romer om Mandasuchus en drie andere formeel benoemde geslachten van Rauisuchia op te nemen. Charig en twee co-auteurs suggereerden in een studie uit 1965 over de Saurischia dat Mandasuchus een mogelijke voorouder was van de Prosauropoda (basale sauropodomorfen), zonder uitleg. In zijn studie uit 1993 van de fylogenie van de Crurotarsi (krokodilachtige archosauriërs, nu vaker bekend als de Pseudosuchia), betoogde J. Michael Parrish dat Mandasuchus geen apart geslacht was. Hij stelde voor het in hetzelfde geslacht te plaatsen als de Europese archosauriër Ticinosuchus ferox vanwege de gelijkenis van sommige homologe postcraniale botten, maar onthield zich van een definitieve taxonomische bepaling van Mandasuchus totdat Charig een gepubliceerde beschrijving van het materiaal gaf. Charig, een notoir traag werker, overleed echter in 1997 zonder te publiceren over veel van de archosauriërs die hij ontdekte. Mandasuchus werd uiteindelijk in 2018 formeel beschreven door Richard J. Butler e.a., als onderdeel van een multinationaal onderzoek naar de fossielen van kloofsystemen uit het Trias van Tanzania en Zambia. Een fylogenetische analyse vond het als een loricaat die basaler is dan Prestosuchus en niet synoniem is met Ticinosuchus, hoewel het ook niet een al te verre verwant is.

## Beschrijving

### Schedel
Schedelmateriaal van Mandasuchus is beperkt tot maxillae en een deel van een onderkaak. Het bovenkaaksbeen is laag, met een langwerpige fenestra antorbitalis  en ten minste twaalf tandkassen gescheiden door discrete interdentale platen. De fenestra antorbitalis is omgeven door een ingesprongen uitholling, de fossa antorbitalis, net als bij andere archosauriërs. Mandasuchus heeft echter een beperkte en zwak gedifferentieerde fossa antorbitalis in vergelijking met andere Loricata en Ticinosuchus. De opgaande (of dorsale) tak van het bovenkaaksbeen, dat voor de fenestra antorbitalis ligt, is kort en erg dun. Deze tak is ook uniek diagonaal georiënteerd van bovenaf gezien, met de achterrand ingesprongen ten opzichte van de voorrand. De enige bewaarde tand is dun en gekarteld. Het fragment van het dentarium van de onderkaak is onvolledig, maar blijkbaar slank en overeenkomend met de bovenkaak.

### Postcrania

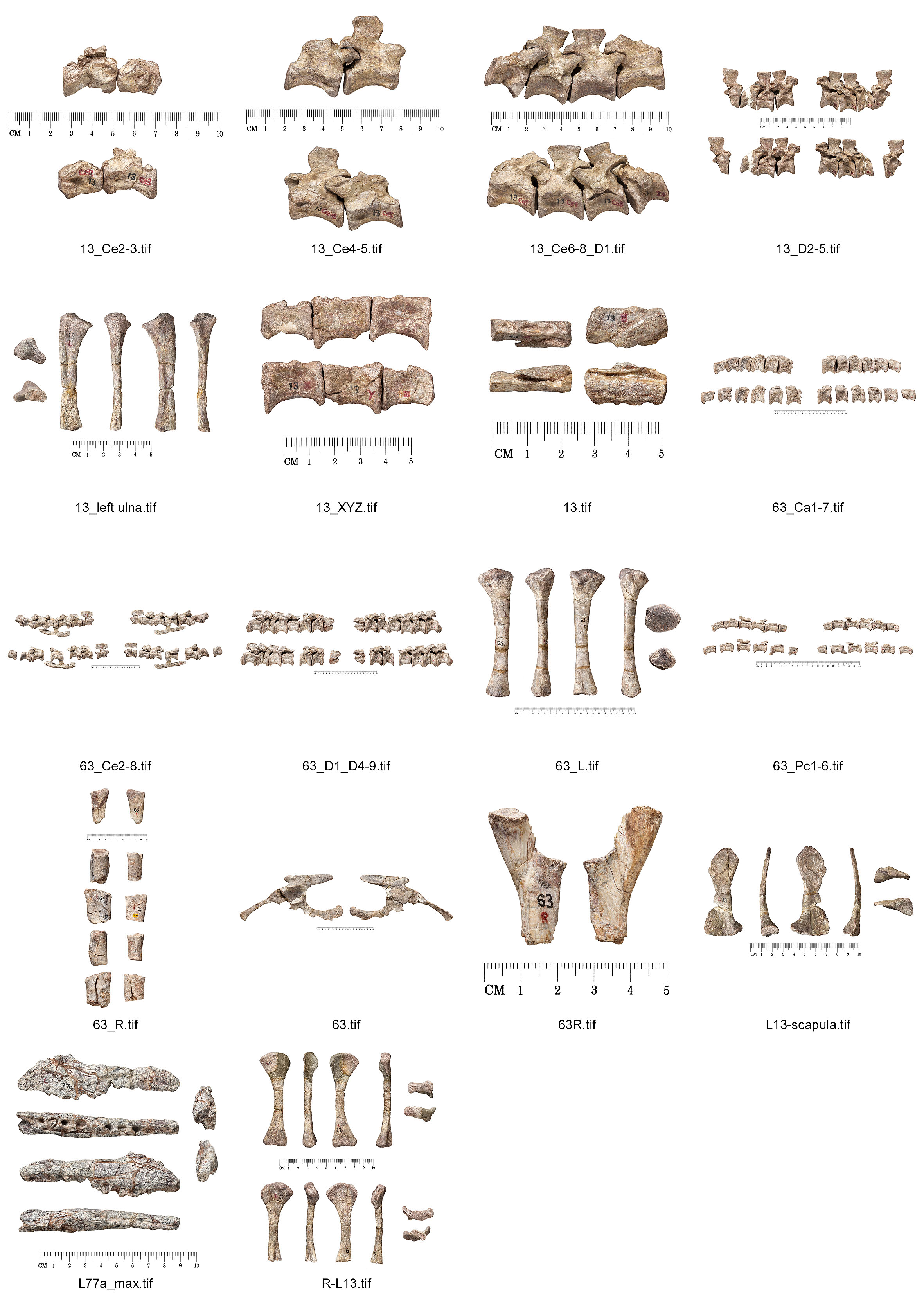
Aan Mandasuchus toegewezen materiaal

Het centrum (spoelvormig wervellichaam) van Mandasuchus ' langste halswervels is ongeveer 1,8 keer langer dan hoog. Dit is vergelijkbaar met Ticinosuchus en intermediair tussen andere Loricata (die kortere wervels hebben) en poposauroïden (die langere wervels hebben). Kleinere exemplaren hebben iets kortere halswervels. De onderrand en zijkanten van de halswervels zijn hol, terwijl de ribfacetten (dia- en parapophyses) en articulaire uitsteeksels (pre- en post-zygapophyses) stevig zijn. Een lange richel loopt langs de basis van de wervelboog, terwijl kleinere richels de articulaire uitsteeksels verbinden met de voor- en achterranden van de wervelboog, langs diepe uithollingen in de uitsteeksels. De doornuitsteeksels zelf zijn kort en aan de bovenzijde verbreed tot plateaus op de wervelkolom, waarbij die op de schouder van bovenaf gezien op naar achteren gerichte druppels lijken. de nekribben zijn dik en maken licht contact met elkaar. De ruggenwervels zijn groter en breder; hun parapophyses verschuiven naar achteren in de reeks geleidelijk naar boven, maar de ruggenwervels zijn verder vergelijkbaar met de halswervels. Op de rug overhangen de doornuitsteeksels de achterkanten van hun respectievelijke wervels en hebben elliptische verbredingen van de top. De enkele bekende sacrale (heiligbeen) wervel is klein, eenvoudig en slecht bewaard gebleven, maar het lijkt een kleine uitholling op de achterzijde te behouden. De caudale (staart) wervels worden geleidelijk langer en vereenvoudigen naarmate de staart vordert; ze krijgen chevrons vanaf de vijfde wervel, en hun doornuitsteeksels worden geleidelijk korter. De doornuitsteeksels hebben kleine plateaus, minder duidelijk dan die van de cervicale en dorsale wervels. Osteodermen (benige platen) strekten zich langs de rug uit in twee rijen die verspringend waren. dat wil zeggen: verschoven waren ten opzichte van elkaar zodat het pantser asymmetrisch is. Individuele osteodermen waren kort, dik en overlapten de puntige voorkant van de volgende osteoderm.
Het schouderblad is naar boven verbreed (meer dan Ticinosuchus) en heeft holle voor- en achterranden. Er is een klein spierlitteken aanwezig op de achterrand nabij de glenoïde (schouderkom), vergelijkbaar met een, waargenomen bij Batrachotomus, zij het minder duidelijk. Het opperarmbeen is smal en heeft prominente en goed ontwikkelde spieraanhechtingen, terwijl de ellepijp korter en vrij robuust is.
Het darmbeen is laag en vergelijkbaar met dat van Ticinosuchus, met facetten voor twee sacrale ribben op het binnenoppervlak en geen verticale rand op het buitenoppervlak. Het schaambeen is enigszins langwerpig, waarbij de basis deel uitmaakt van de heupkom en een kleine perforatie heeft die bekend staat als een foramen obturatum. De punt van het schaambeen zet iets uit tot een bolvormige 'voet' die lijkt op die van andere basale loricaten. Het zitbeen is slechts iets korter dan het schaambeen en heeft ook een driedimensionale verbreding aan de punt. Hoewel het linker- en rechterzitbeen uitgebreid met elkaar in contact zouden zijn geweest zoals die van Ticinosuchus en paracrocodylomorfen, was dit contact blijkbaar zwak genoeg dat de botten tijdens de fossilisatie van elkaar werden gescheiden.
Het dijbeen heeft veel archosaurische kenmerken nabij de heupkom, zoals een vergrote proximale tuberositas, een heuvelachtige vierde trochanter en mogelijk een groef op het bovenoppervlak van de dijbeenkop. Het bezat ook een litteken voor de iliofemoralis-spier en een duidelijke ovale put op de achterrand, die niet bekend is bij andere pseudosuchiërs. Het scheenbeen is recht en heeft typische pseudosuchische kenmerken, terwijl het onvolledige kuitbeen een knopvormig iliofibularis-litteken in de bovenste helft heeft. Hoewel er geen voetbeenderen bewaard zijn gebleven, heeft Mandasuchus wel twee goed bewaarde proximale tarsalia (enkelbotten): het sprongbeen en het hielbeen. Mandasuchus heeft een crocodyle normal of crurotarsale enkel, met een prominente pin op het sprongbeen die past in een ondiepere put in het hielbeen. De enkel heeft veel suchische kenmerken, waaronder een gebogen (zij het onduidelijk) tibiaal facet op het sprongbeen, en een verbrede tuber calcaneum, afstaand van het contact van het hielbeen met het vierde distale tarsale.